# Szalagos likacsosgomba
A szalagos likacsosgomba (Coltricia perennis) a Hymenochaetaceae családba tartozó, Európában és Észak-Amerikában honos, lomberdőkben és fenyvesekben élő, nem ehető gombafaj. 

## Megjelenése
A szalagos likacsosgomba kalapja 3-8 (11) cm széles, alakja tölcséres. Felszíne fiatalon bársonyos, később sima. Széle idősen sokszor hullámos, szabálytalan. Szabályosan, koncentrikusan zónázott; a zónák színe barnás, barnásszürkés, okkeres, vörösbarnás; széle általában világosabb.
Húsa vékony, kemény, barnás színű. Íze és szaga nem jellegzetes. 
A tönkre lefutó termőrétege pórusos. A pórusok szűkek (2-4/mm), kerekek vagy kissé szögletesek. Színe szürkésbézs.
Tönkje 3-4 cm magas és max. 0,5 cm vastag. A1akja hengeres vagy oldalról kissé nyomott. Felszíne bársonyos, színe sötétbarna.
Spórapora aranybarna. Spórája széles ellipszoid, sima, inamiloid, mérete 6-7,5 x 4-4,5 µm.  

### Hasonló fajok
A fahéjbarna likacsosgombával vagy a lepketapló egyes példányaival téveszthető össze.  

## Elterjedése és termőhelye
Európában és Észak-Amerikában honos. Magyarországon nem gyakori.
Lomberdőkben és fenyvesekben él. Júniustól októberig terem.  

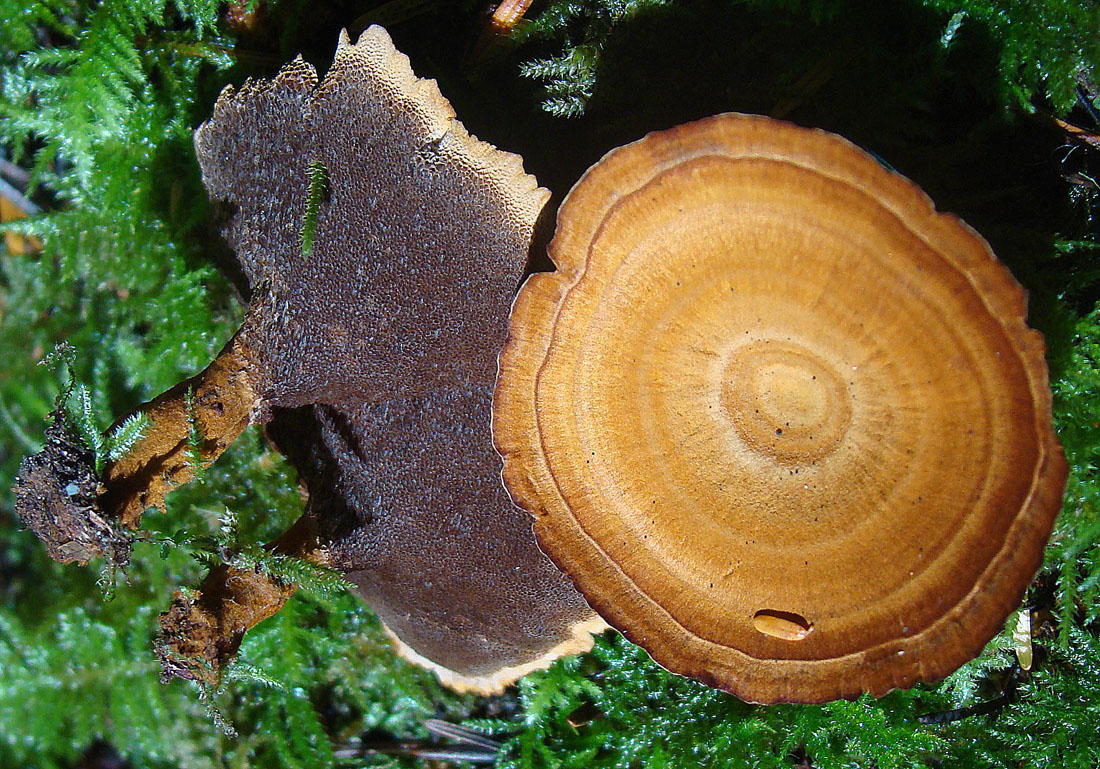
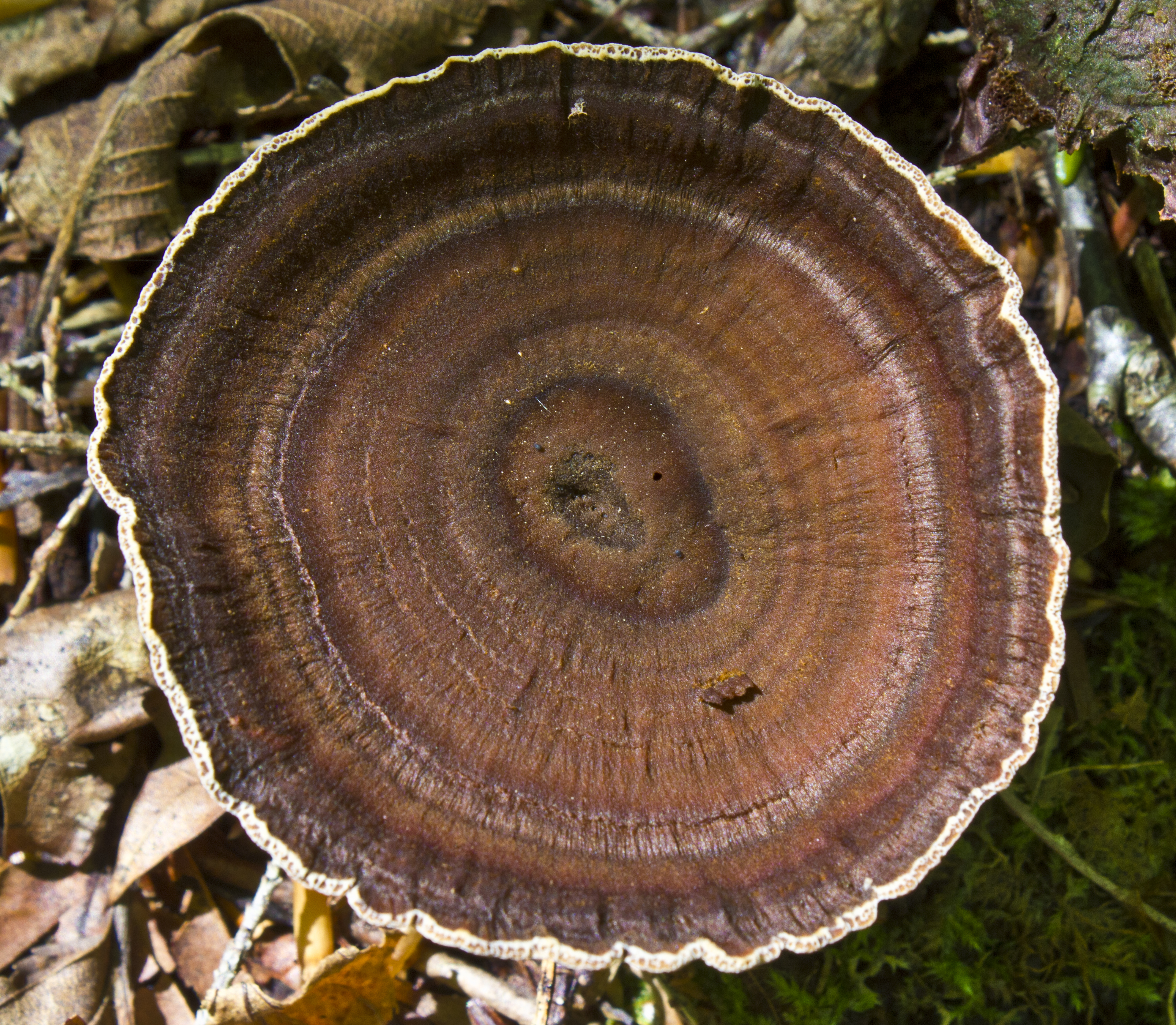
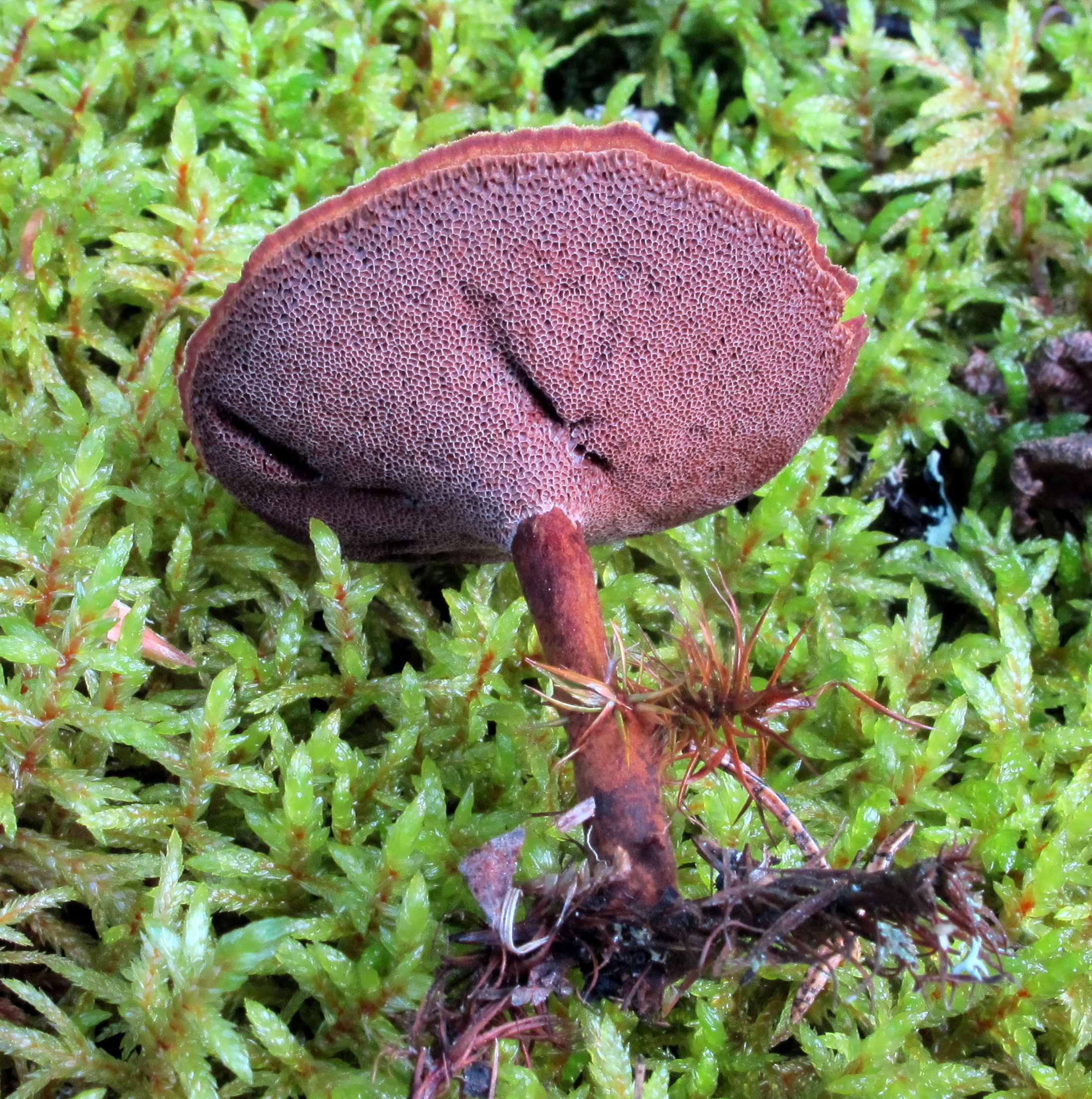
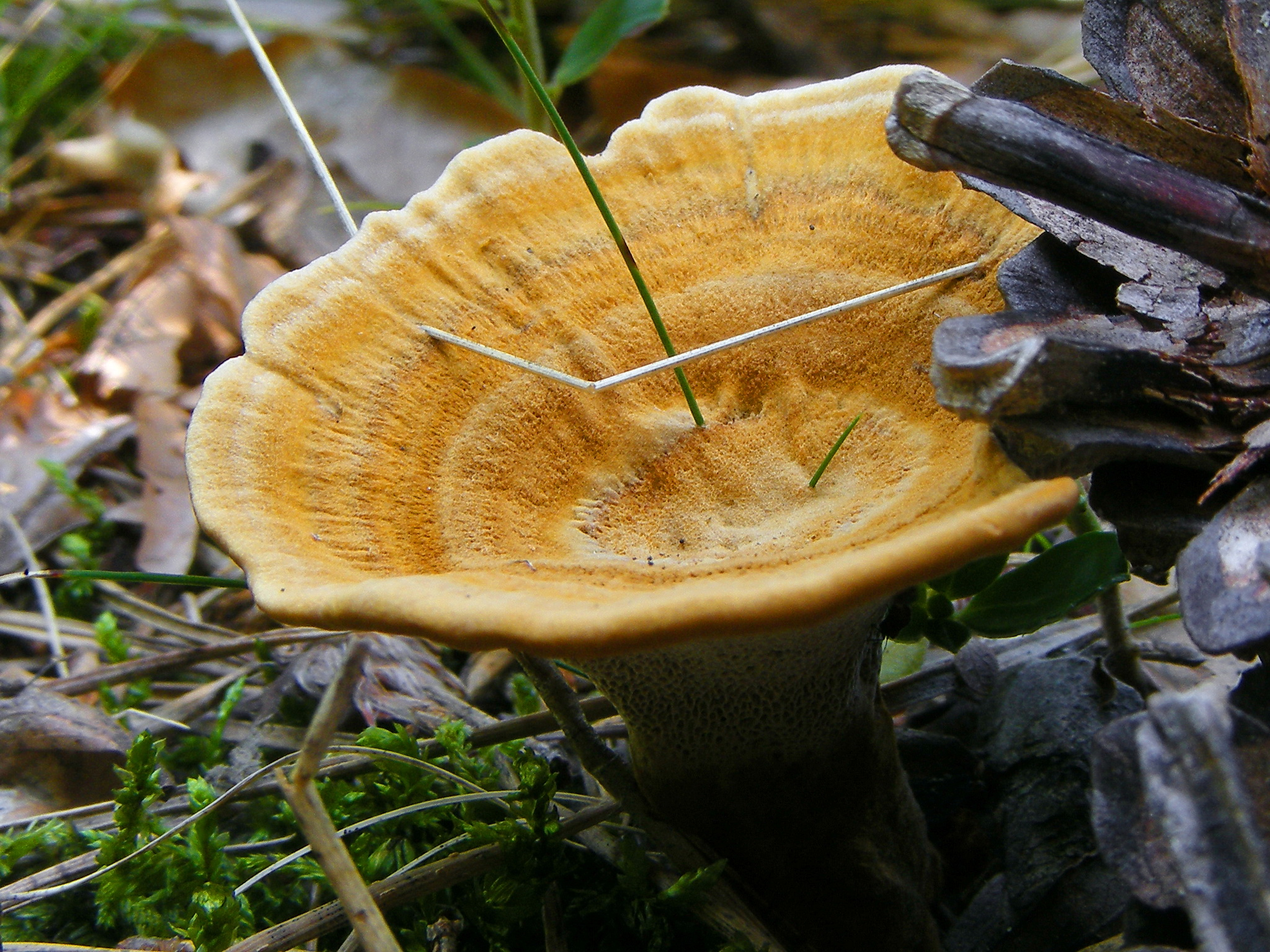
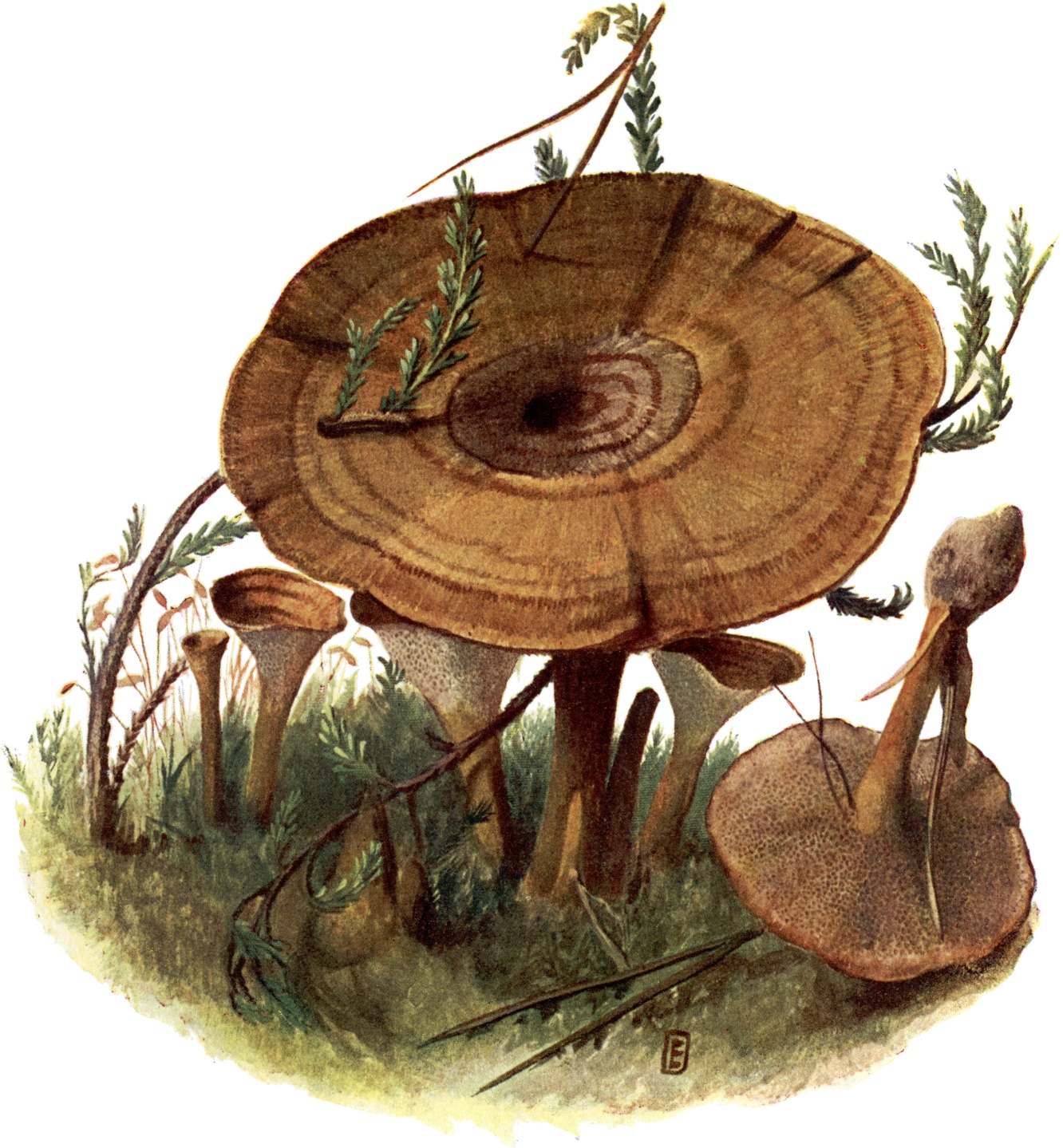

Nem ehető. 